# ライトトレーラー

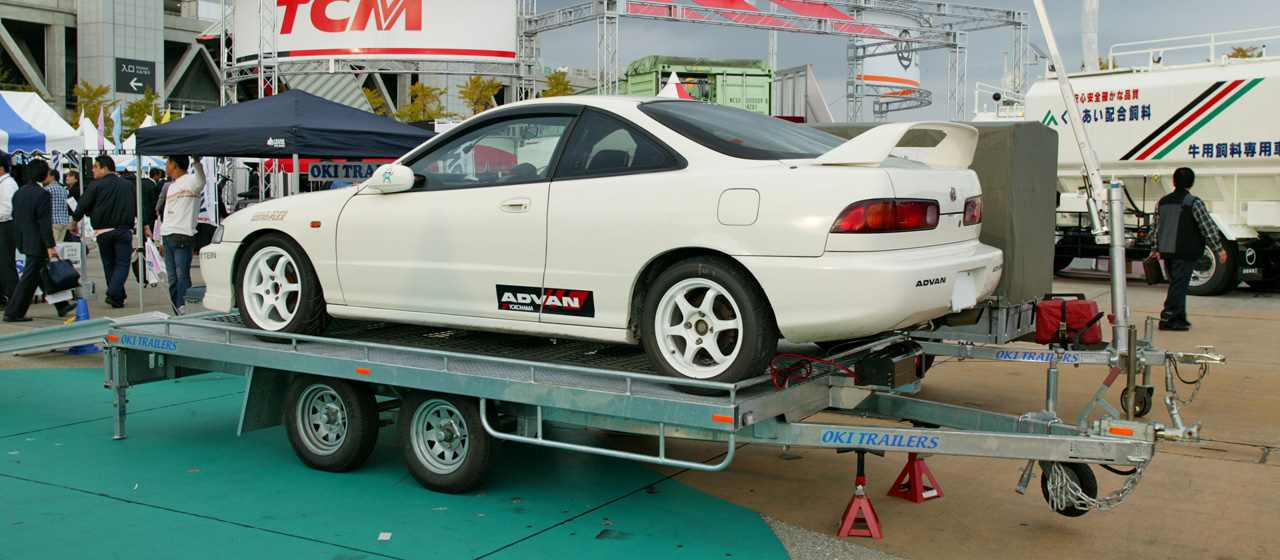
ライトトレーラーの例

ライトトレーラーとはキャンピングトレーラーなどの軽量なトレーラー（被牽引車両）の通称。自動車に牽引させる目的で作られた車両で、自動車と切り離した状態では自力で動く能力はない。

## 構成の解説

### 形式
ライトトレーラーはセンターアクスル式フルトレーラーが多い。大型トレーラーと比較して簡易な主ブレーキが認められ、接近式や慣性式になっていることが多い。連結装置も小型簡易で、垂直耐荷重はあまり大きくない。そのため、重積載むけの大型貨物トレーラーとは別分野の存在といえる。運送業務での利用は少なく、個人のレジャー目的のもの（主に小型モーターボート、水上オートバイ、分解したグライダーなどの輸送用と、キャンピングトレーラー）がほとんどである。

### 連結器
連結器はヘッド車にトレーラーを接続するための器具である。

#### ヒッチボール・カプラー式
ライトトレーラーで最も一般的な連結器。ヘッド車（牽引車）側の後部にヒッチボールを取り付け、そこにトレーラーのカプラーを上からはめ込みロックする。その位置からバンパープルともいう。2インチボールと50ミリボールはサイズが近いため混用しやすいが、外れや異常磨耗につながるため、同じサイズのボールとカプラーを組み合わせる必要がある。

#### 5Thホイール・キングピン式
アメリカ系のキャンピングトレーラーでは、大型トレーラーと同じ規格の連結器を使用しているものもある。この場合、ピックアップトラックの荷台に大型牽引自動車と同様の5thホイール（第五輪）を固定し、その上にキングピンを連結する。このカプラーに用いるキングピン直径にはメーカーの規格として2インチのものと3.5インチのものがあり、被牽引車両の車両総重量によって使い分ける（後述)。グースネック式のように、キングピンを低く設置するタイプもある。

#### ピントルフック・ルネットアイ式
軍用車両・工事用車両・農耕用車両では、旧来から使用されている。牽引車のピントルフックのラッチを開き、フック状のジョーにルネットアイを引っ掛ける。ラッチを閉じてロックする。ルネットアイはドローバーが回転可能なものもある。

### ヒッチ荷重
ボール荷重、タン荷重ともいう。5Thホイール式やグースネック式などは、牽引車の後輪よりも前にトレーラーの重量をかけられるため、高荷重でも安定を損ないにくい。それらを除けば、カプラーにかかる垂直荷重は、ライトトレーラー全体の重さの1割前後が適切とされている。

## 欧米におけるライトトレーラー

### ヨーロッパ

#### 特徴
ヨーロピアンタイプのトレーラーは、モノコックボディで前輪駆動のセダン、ハッチバック、ステーションワゴンなどでの牽引を想定して設計されており、（前後の）重心と車軸の位置が近く、ヒッチ荷重は100 kg程度が許容範囲となっている。ヨーロッピアンタイプでは連結器をトーヒッチ（tow hitch）またはトーバー（tow bar）という。一般的なヒッチボール・カプラー式の連結器でのボールサイズは50ミリである。ヨーロピアンタイプではヘッド車（牽引車）のヒッチボールから脱落しそうになった場合にはセーフティワイヤーが作動してトレーラーにブレーキがかかり、カプラーとヒッチボールの角度が18度よりも大きくなったところでトレーラーが分離するようになっている。

#### メーカー
- BRINK - オランダの企業で連結器（トーバー）の欧州シェアはトップである[1]。
- WITTER TOWBARS CO. - イギリスの企業で連結器（トーバー）の英国最大手[1]。

### アメリカ合衆国

#### 特徴
アメリカンタイプのトレーラーは、フルサイズのライトトラック（ピックアップトラック、SUV、バン）などでの牽引を想定して設計されており、ヒッチ荷重はトレーラー重量の15 - 20 %程度に設定されているものが多い。アメリカンタイプでは連結器をヒッチメンバーという。一般的なヒッチボール・カプラー式の連結器でのボールサイズは2・5/16インチ、2インチ、1・7/8インチなどがある。ユーロタイプとは異なりセーフティチェーンでも連結されており、万が一ヒッチメンバーに無理な荷重がかかって破損してもトレーラーは分離しないようになっている。
てこの原理でヒッチ荷重が増すほど牽引車の前輪は持ち上げられ、ハンドリングやブレーキングが難しくなるため、それを押さえつけるウェイト・ディストリビューション・ヒッチ (WD) を使用しないと安定走行が難しくなる。WD使用を前提にすると、牽引車には頑丈なフレーム構造が必要で、本格オフローダー、フルサイズライトトラック等、車種選びが限定的になる。
| クラス                          | 規格     | トレーラー総重量 ポンド／kg | ヒッチ荷重 ポンド／kg | レシーバーサイズ |
| ------------------------------- | -------- | --------------------------- | --------------------- | ---------------- |
| Class 1                         | SAE J684 | 2000／910                   | 200／91               | 1-1/4 インチ角   |
| Class 2                         | SAE J684 | 3500／1590                  | 350／159              | 1-1/4 インチ角   |
| Class 3                         | SAE J684 | 5000／2270                  | 500／227              | 2 インチ角       |
| Class 4                         | SAE J684 | 10000／4540                 | 1000／454             | 2 インチ角       |
| Class 5                         | 各社独自 | 12000／5440                 | 1200／544             | 2-5/16インチ角   |
| Class 6 (メーカーにより Class5) | 各社独自 | 17000／7700                 | 1700／770             | 2-1/2 インチ角   |

アメリカ系のトレーラーにグースネック (Gooseneck) という、5thホイール（第五輪）トレーラーのキングピン部分を下に伸ばしたような外観のものがある。下端が3インチか2・5/16インチのカプラーになっていて、デューリーなどピックアップトラックの荷台の床面に設置したボールに連結する。バンパープルよりも大きな荷重に耐えられ、牽引車が揺さぶられにくいメリットや、荷台に差し込んだヒッチボールを外すだけでトラックに戻せるメリットもある。メーカーによって Class 5 や Class 6 などと独自に規格され、5 - 8トン程度まで対応するものがある。日本国内ではあまり見られない方式。長いタン部を備えたトレーラーは、荷台が短いトラックでも牽引が可能。

#### メーカー
- VALLEY INDUSTRIES - アメリカタイプの連結器（ヒッチメンバー）の代表的なメーカー[1]。
- CURT MANUFACTURING INC. - 北米市場での欧州車向け等の連結器（ヒッチメンバー）のメーカー[1]。

## 日本におけるライトトレーラー

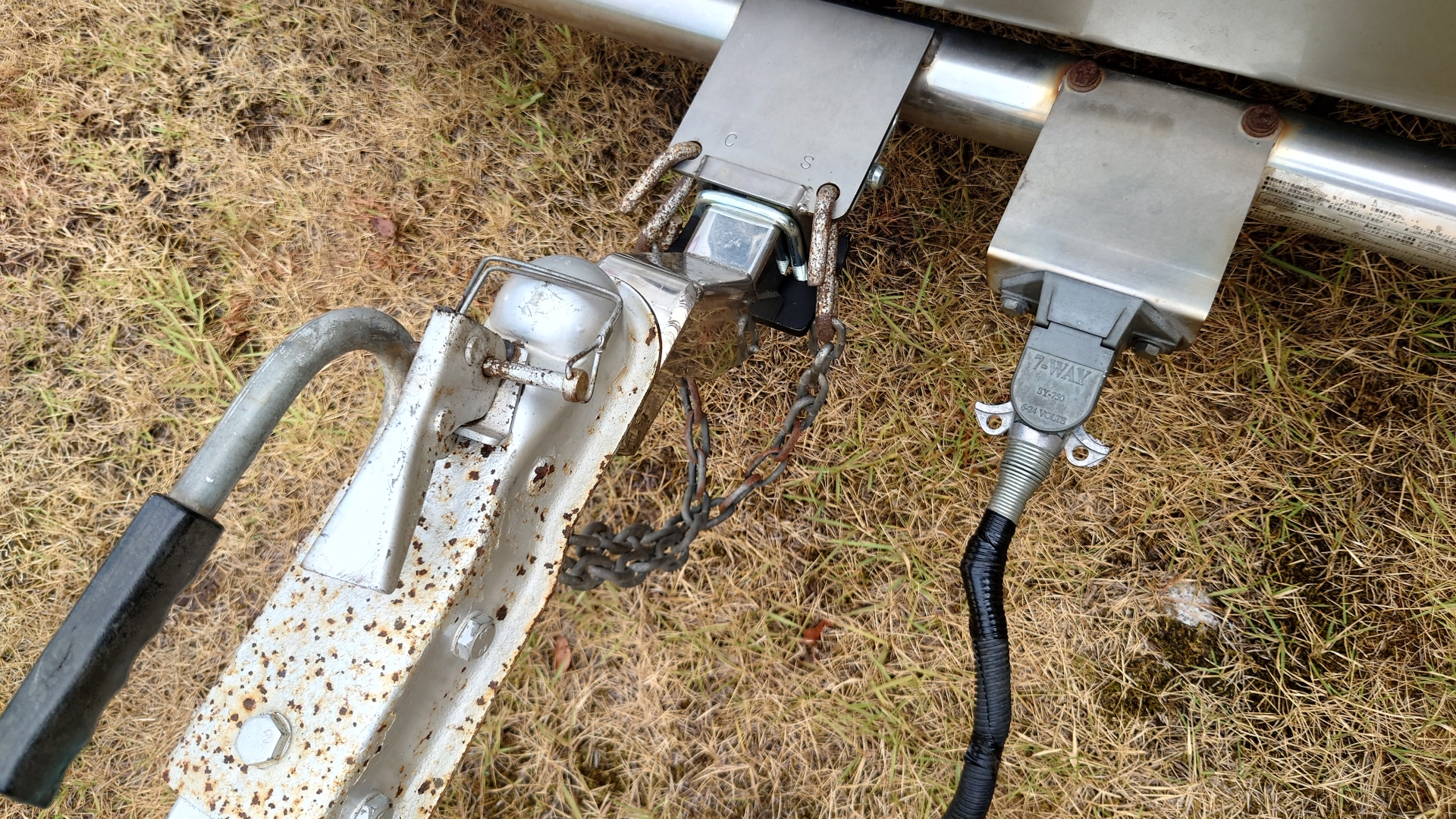
ライトトレーラーの接続部。セーフティチェーンがあり、7極電源カプラや2インチヒッチボールなどを組み合わせた一例

日本ではライトトレーラーを、車両総重量が、3,500 kg・2,000 kg・1,500 kg、・750 kgを規制の区切りとしており、それぞれ扱いが異なる。
- 車両総重量 3,500 kg未満の場合、慣性式ブレーキや電気式ブレーキなど、分離ブレーキが必要。
- 車両総重量 2,000 kg未満の場合、車両総重量2トン未満限定けん引免許でもけん引できる。乗車定員は0名（保安基準五十三条）で、緩衝装置（サスペンション）の装着が免除。
- 車両総重量 1,500 kg以下で1軸の場合、分離ブレーキの代わりに、連結装置の地面への接触を防止し連結状態を保つことができるチェーンも使用できる。（保安基準細目第8条）
- 車両総重量 750 kg以下の場合、一部を除いてけん引免許が不要で、条件により主ブレーキ装着免除になる。

なお、二輪の自動車や原動機付自転車によるリヤカーその他のトレーラー類の牽引については、「オートバイ用トレーラー」も参照。軽車両等による牽引は「サイクルトレーラー」を参照。

### 公道での使用
公道での使用にはナンバー登録が必要である。唯一例外として、原動機付自転車（原付）でリヤカー等をけん引する場合は「付随車」扱いとなり、灯火類は必要なものの、ナンバーは不要である。このことが、「ライトトレーラーにはナンバーがいらない」との誤解につながっている。
ナンバー交付を受けずに公道で使用すると、無車検運転、無保険運行等になってしまう。ナンバー交付のためには自賠責保険の加入・自動車重量税・自動車税の納付義務があるが、金額は通常の自動車と比べて安い。
また、ナンバー交付を受けていても、牽引車・被牽引車の車種の組み合わせや牽引装置の基準が下記に列挙する基準に合致しない場合や、組み合わせが合致していても、牽引車・被牽引車各車両の基準を満たしていなかったり、制動性能の不足などがあれば、道路交通法違反（「牽引違反」、「原付牽引違反」、「整備不良」）となる。合法的に運行するためには、登録車、軽自動車の場合は後述の運輸支局や軽自動車検査協会等での連結検討を行い牽引車・被牽引車どちらかの車検証にその旨の記載がなされている事が大前提となる。
また、ヒッチボール式の場合、ヒッチボールへのグリスアップが必要であり、これを欠かすと異常摩耗の原因となる。ジェットを牽くトレーラーの取り扱い方法 基本① クルマとの連結時に気を付けること ジェットスキー（水上バイク）
合せてヒッチボールとトレーラ側のサイズを揃える事も必要であり、例えばヒッチボールがUS2 in (50.8 mm)、カプラ側はEUの50 mmの組み合わせは組み合わせることは出来るものの異常摩耗の原因となる。
公道を走行可能なライトトレーラーでは、ドリー式フルトレーラーとポールトレーラーは見られない。セミトレーラー（アメリカ製キャンピングトレーラーなど）は、トレーラーヘッドに1割以上の大きな荷重がかかるが、トラック荷台の後軸より前に第五輪（5thホイール）を設置して登録した実例 がある。
乗用のライトトレーラーは、車両総重量2,000 kg以上という規定があるため、極めてまれな存在といえる。2,000 kg〜3,500 kgのキャンピングトレーラーなどで乗車定員が車検証に記載されることは、法令上は不可能でない。

### 種類
- 一般的な荷台をもつ貨物自動車。「フルトレーラー」、「バントレーラー」。
  - 牽引車が軽量過ぎるなどの理由で積載量を100 kg確保できない場合は、貨物自動車としてのナンバー登録は認められない。この場合乗用車としてはナンバー登録が可能だが、実用性はない（乗車定員0人、積載は手荷物程度）。
- 特定の積載物に合わせた特種用途自動車。「ボートトレーラ」、「オートバイトレーラ」、「グライダートレーラ」、「タンクトレーラ」等、船・液体・粉体などの特定貨物専用積載車。
- 用途上の特種用途自動車。「電源トレーラー」（発電機搭載）、「キャンピングトレーラー」など。
- 普通、小型、軽（検査対象）、軽（検査対象外）、付随車に分かれる。
  - 道路運送車両法での軽・小型・普通の違いは、車体サイズと最大積載量で区分される。全長3.4 m、全幅1.48 m、全高2.0 m、最大積載量350 kg以下の場合は軽トレーラーとなり、全長4.7 m、全幅1.7 m、全高2.0 m以下の場合は小型になり、それ以上は普通となる（ただし全長12.0 m、全幅2.5 m、全高3.8 m以下）また、特種には小型枠がないため、軽枠を超えればすべて普通特種になる。

- 農耕作業用トレーラー。令和2年より、農耕作業用トラクタに牽引される場合に限り、小型特殊自動車に該当することになった。35 km/hを超える大型特殊登録のトラクタに牽引される場合は、大型特殊自動車に該当する。

### ナンバープレート

#### 大板
最大積載量5 t超または車両総重量8 t超の車両に交付されるナンバーのため、ライトトレーラー枠では存在しない。このナンバーを使う大型トレーラーについては牽引自動車を参照。

#### 中板
黄色480ナンバー（軽貨物）と黄色880ナンバー（軽特種）は2年車検、白色400と100ナンバー（小型貨物・普通貨物）は1年車検となる。
- 過去には、連結部分を第五輪と呼ぶことから、それを車輪に見立てて三輪貨物扱いと解釈され、66ナンバーが発行された例もある。

この中には軽自動車（4輪）・250 ccを超えるオートバイとサイドカー（側車付オートバイ）で牽引可能な軽量トレーラーも含まれている。トレーラーは車検つきのものになる。
- 特殊な例として、2輪車でけん引する1輪トレーラー（最大積載量100 kg・ブレーキ付。小型二輪で牽引する場合は車検を必要とする）の市販車が国内に存在する。この連結器は専用品を使い、後部反射器は通常サイズのものを1枚だけ使用している。

白色800ナンバーの特種用途自動車は、構造及び用途によって1年車検（貨物車に該当する特種用途）と2年車検（貨物車に該当しない特種用途）がある。
白色900ナンバー（大型特殊自動車(建設機械を除く))は、時速35 km/hを超える大型特殊登録の農耕作業用トラクタに牽引される農耕作業用トレーラーで、車検が必要。

#### 小板
二輪の軽自動車（軽ニ輪）・側車付軽ニ輪・小型特殊自動車で牽引する場合、トレーラーは法令（道路運送車両法施行規則第35条の2(3))上、検査対象外軽自動車となる。車検はなく、自賠責に入ったうえで登録（届出）してナンバープレートを受け、運行可能になる（軽ニ輪とほぼ同じシステム）。
- 軽二輪用の一軸二輪トレーラーも一輪トレーラーも、分類番号が3のナンバープレートが発行される。過去には貨物登録では分類番号6が、特種登録では分類番号0のナンバープレートが発行されたこともあった。
- 以前は大型特殊自動車（中板9ナンバー）であった農耕用車両は、法改正により新小型特殊自動車（要大特免許）となったため、法令上は検査対象外軽トレーラーを牽引することもできるようになった。
- 一般的に市販されている軽ニ輪の単車重量では、トレーラーにブレーキが必須となる。小型特殊自動車での牽引も、速度15 km/hで制動できる程度のブレーキ性能しかないため、重量のある実用的なトレーラーでは、ブレーキ装置が必須なケースがある。[2]
- 車両総重量 750 kg を超えるトレーラーにブレーキとけん引免許が必要なことは、車検があるものと同様である。

小板・車検不要にならないケース
- 検査対象外軽自動車であるトレーラーは、全長3.0 m、全幅1.3 m、全高2.0 m、最大積載重量350 kg以下となっているため、このうちの1つでも超えた場合。
- 同じトレーラーを、車検のある自動車や250 cc超の二輪車で牽引する場合。

なお、車検があるトレーラーを、軽ニ輪等の車検がない自動車で牽くことは、機器が適合し、かつ、ブレーキ等の条件が満たされれば差し支えない。（牽引車の重量が不足すると不安定で危険なので、自ら重量を検査し、牽引車の半分以下の重量にしなければならない。）

#### 標識 (緑色 小型特殊ナンバー)
35 km/h未満の農耕作業用トラクタに牽引される農耕作業用トレーラーは、小型特殊自動車（農耕作業用）に該当する。 ブレーキの無い物や重心安定性が確保できない物は、最高時速15 km/hに規制される。
- ナンバー発行について、厳密には”シリアル番号”では登録できず、地方運輸局で”車台番号”を職権打刻する手続きを行ってから、役所にてナンバーを発行してもらう手続きが必要となる[3]。

#### ナンバーなし
原動機付自転車（125 cc以下の二輪のものおよびミニカー）で牽引できる車両は「付随車」扱いとなり、専用の牽引装置により牽引専用のリヤカー等を牽引する事が想定されている。付随車には交付されるナンバーはない。ただし、後部反射器は必要（赤色で1辺5 cm以上の正立三角形）である。
- 道路運送車両の保安基準第59条では、「原動機付自転車は、長さ二・五メートル、幅一・三メートル、高さ二メートルを超えてはならない。」としている。この条文には「原動機付自転車（付随車を除く。）」の記載がない。
- リヤカーへの積載重量は120 kg以下[注釈 9]。
- 最高速度は、125 cc以下の二輪のものおよび20 cc以下のミニカーによる場合は、25 km/h（道路標識等の最高速度がこれ以下の場合はその速度）。20 cc超〜50 cc以下のミニカーの場合は、一般の自動車と同じ。(道路交通法施行令第12条）[注釈 10]

### 連結検討と車検証記載
ライトトレーラーを牽引する際には、運輸支局で以下のどちらかの手続き記入申請が必要になる。
- 新方式は、けん引する自動車の車検証にけん引可能なキャンピングトレーラ等の車両総重量の上限が記入される方式[注釈 11]。陸運支局でこの手続きをすれば、ブレーキなしライトトレーラーは車両総重量750 kgを、ブレーキ付きライトトレーラーは車両総重量1990 kgを上限にけん引が認められる。その許容重量は、自動車の重量とブレーキ能力で計算され、自動車個々で異なっている。車両総重量1990 kgを上回るトレーラーをけん引する場合は、この方法では不可能で、次の従来方式で申請する。

- 従来方式は、トレーラーの車検証に牽引可能なトラクターの型式を記入申請する、通称で牽引車指定・親子指定と言われている方式。けん引する自動車の車重・牽引能力・ブレーキ能力をトレーラーの重量とブレーキ能力を書いて連結検討し、満足な停止能力や連結全長等があれば認められ、トレーラーの車検証にけん引できる自動車の型式が記載されるというもの。大型トレーラーなどと同じ申請方式である。新方式で極端に低い重量が出てしまった場合には、この方式で牽引可能になる可能性がある。
この従来方式における申請では、連結仕様検討書の提出が必要であるが、被牽引車側に主ブレーキがある場合、無い場合で書式および適用される計算式が異なる[注釈 12]。また、総重量が750kgを超え3500kgまでの被牽引車は連結検討書の提出が必要である[注釈 13][4]。

いずれの申請方式も軽自動車等の軽量な自動車では、ブレーキ能力が満足していても自動車の重量不足で連結検討が通らない場合がある。また、車検証に記載の牽引重量よりもヒッチの許容重量の方が低ければそれを上回った牽引をしてはならない。

### 車両

#### トレーラーのブレーキの要・不要
車両総重量が750 kgを越えるトレーラーは、例外なくブレーキ装置が必要となる。
- トレーラーの車両総重量が750 kg以下でも、牽引車の車両重量がトレーラーの車両総重量の2倍に満たない場合、ブレーキが必要になる。たとえばトレーラーの車両総重量が150 kg（車両重量 50 kg + 最大積載量100 kg）の場合、牽引車の車両総重量が300 kgならばブレーキが不要。それより軽い牽引車ならば、トレーラーにブレーキが必要。ただし乗車定員10名以下の乗用車（2輪等は除く）で牽引する場合はブレーキが必要である（保安基準十二条2）。
- 750 kg超の2軸車両の場合、保安基準では全ての車輪を制動しなければならないため、全輪に制動装置が必要。軸間が1 m未満でも同様。輸入ボートトレーラーなどは、2軸車両でも1軸しかブレーキが付いていない物が多いので車検取得時には改善が必要になる。

パーキングブレーキは必要。通常のドラム式やディスク式のほかに、チェーン式、ロッド式、タイヤストッパー式もライトトレーラーでは認められている。
原付牽引による付随車（リヤカー等）は、付随車を連結した場合に原付単体の制動性能を満たす場合は、ブレーキは不要となる。

#### 車外後写鏡の延長
軽自動車など幅の狭い車で小型や普通のトレーラーを牽引する場合などで、牽引車の幅を超える車幅のトレーラーを牽引する場合、下記交通状況が確認できない場合は、後写の延長が必要になる場合がある。
被牽けん引自動車の左右の外側線上後方 50 メートルまでの間にある車両の交通状況、及び牽けん引自動車より幅の広い被牽けん引自動車を牽けん引する場合は、牽けん引自動車及び被牽けん引自動車）の左外側線附近（運転者が運転者席において確認できる部分を除く。） の交通状況を確認できるものであること。
（道路運送車両の保安基準第２章及び第３章の規定の適用関係の整理のため必要な事項を定める告示 【第 52 条（後写鏡等）】より)

#### 灯火類
- 前部反射器（白色・平成17年12月31日以前に製作されたものは橙色も可）
- 前部車幅灯（白色・平成17年12月31日以前に製作されたものは淡黄色、橙色も可）[注釈 16]
- 後部反射器（赤色・正立正三角形で一辺が15 cm以上20 cm以下のもの、又は中空の正立正三角形で帯状部の幅が一辺の5分の1以上(3〜4 cm)で一辺が15 cm以上20 cm以下のもの
  - 1973年（昭和48年）11月30以前に製作されたものや、原付牽引による付随車(リヤカー)は正立正三角形で一辺が5 cm以上のもの又は中空の正立正三角形で帯状部の幅が2.5 cm以上のもの)
- 尾灯（赤色）[注釈 17]
- 制動灯（赤色）
- 後退灯（白色）[注釈 18]
- 方向指示灯（橙色）
- 番号灯（白色）
- 全長により側面反射器（橙色）、側面灯の装着義務がある。
- 全高2.5 m以上あれば、高さ灯（前方は白色、後方は赤色をつけてもよい。

上記のことは道路運送車両の保安基準上原則、牽引車(前部反射器を除く)・被牽引車の種別にかかわらずすべて同じである。ただし、最高速度15 km/h未満の小型特殊自動車による牽引の場合は前・後部反射器と方向指示灯のみが必要、原付牽引による付随車は後部反射器△のみが必要で、他は省略できる。
※ 詳細は国土交通省の道路運送車両の保安基準や自動車技術総合機構の審査事務規程を参照のこと。

### 運転免許
けん引免許が不要
- 車両総重量が750 kg以下のトレーラをけん引する場合。
- 125 cc以下の原動機付自転車やミニカーで付随車(リアカー等)をけん引する場合。
- 農耕用特定小型特殊自動車(最高速度15 km/h以下のトラクタ)で「農耕作業用トレーラ」をけん引する場合。(トレーラの車両総重量の制限規定無し)警察庁丁運発第195号

けん引免許が必要
- 車両総重量が750 kgを超えるトレーラをけん引する場合。(ただし、農耕用特定小型特殊自動車(最高速度15 km/h以下のトラクタ)で「農耕作業用トレーラ」をけん引する場合を除く)

### 最高速度

#### 一般道路等での最高速度
高速自動車国道の本線車道のうち対面通行の区間（暫定2車線区間等）や登坂車線、自動車専用道路、一般道路においては、一般の自動車と同様に、法定最高速度は60 km/hである。なお、オートバイ用トレーラーを牽引する自動二輪車については道路交通法上、牽引時の除外規定が無いため最高速度は自動二輪車のものとなる。

#### 高速道路等での最高速度
高速自動車国道の本線車道のうち、対面通行でない区間での法定最高速度は以下のとおり。
- 法定最高速度100 km/hとなるもの
  - 大型自動二輪車、普通自動二輪車または緊急自動車であって、トレーラーをけん引するもの[注釈 19]
- 法定最高速度80 km/hとなるもの
  - 前号以外の、トレーラーをけん引する三輪以上の自動車

なお、一部の高速自動車国道や自動車専用道路で、法定最高速度よりも引き上げられている区間（自専道で「100」、高速国道で「110」など）については、現状、車両の種類「けん引」の補助標識により区分されている。「けん引」の定義は「重被牽引車を牽引している牽引自動車」（道路標識、区画線及び道路標示に関する命令別表第二の備考一の（六））であるため、法令の適用は次のとおりになる。なお、付随車をけん引する原付等はこれらの道路を通行できない。
- 『大貨等 三輪 けん引』の補助標識により指定最高速度が適用される自動車（おおむね通常時『80』が多い）
  - 重被けん引車をけん引する牽引自動車

- 『大貨等 三輪 けん引を除く』の補助標識により指定最高速度が適用される自動車（おおむね通常時『100』や『110』が多い）
  - 車両総重量750 kg以下のトレーラーをけん引する牽引自動車

ただし、車両総重量750 kg以下のトレーラー牽引自動車であっても、最高速度は状況にしたがい80 km/h以下に抑制し、原則として第一車線だけを通行すること（後述）が、安全上強く推奨される。

#### 車両通行帯
高速道路等（高速自動車国道や自動車専用道路）における以下の車両通行帯規制は、重被けん引車をけん引する自動車が対象であるため、車両総重量750 kg以下のトレーラー牽引自動車は対象外である。なお規制詳細は車両通行帯を参照。
- 牽引自動車の高速自動車国道通行区分（109の5）
- 牽引自動車の自動車専用道路第一通行帯通行指定区間（327の6）